# El Torito
El Torito Bootable CD Specification — файловая система загрузочных дисков по стандарту ISO 9660. Формат был впервые представлен на публике в 1994 году, а впервые был использован уже в январе 1995 года.
BIOS сканирует все дисковые системы компьютера и, в соответствии со стандартом ISO 9660, загрузочный код диска эмулируется как жёсткий диск (код 80) или флоппи-диск (код 00), после чего загрузка информации происходит в штатном режиме.
Термин El Torito, взятый из спецификации Phoenix/IBM Bootable CD-ROM Format Specification, в действительности является названием ресторана, расположенного рядом с офисом Phoenix Software (en:Phoenix Technologies). В ресторане „El Torito“ обычно обедали инженеры, занимавшиеся разработкой этого стандарта. Для пользователей ПК стандарт El Torito означал в первую очередь возможность загрузки с компакт-дисков и DVD, что открывало ряд новых возможностей, к которым относятся создание загрузочных «аварийных» дисков CD-ROM/DVD, загрузка с диска, содержащего новейшую версию операционной системы, при инсталляции последней в новых системах, создание загрузочных диагностических/тестовых компакт-дисков и многое другое.